# شهرستان جانگی‌قرغان
شهرستان جانگی‌قرغان (به قزاقی: Жаңақорған ауданы، جاڭاقورعان اۋدانى) یک شهرستان در قزاقستان است که در استان قزل‌اوردا واقع شده‌است. شهرستان جانگی‌قرغان ۷۷٬۵۰۹ نفر جمعیت دارد.